# Johann II. von Baden
Johann von Baden (* 1434 auf Burg Hohenbaden; † 9. Februar 1503 in Ehrenbreitstein) war badischer Prinz und (Titular-)Markgraf und als Johann II. von 1456 an bis zu seinem Tod 1503 Erzbischof und Kurfürst von Trier.

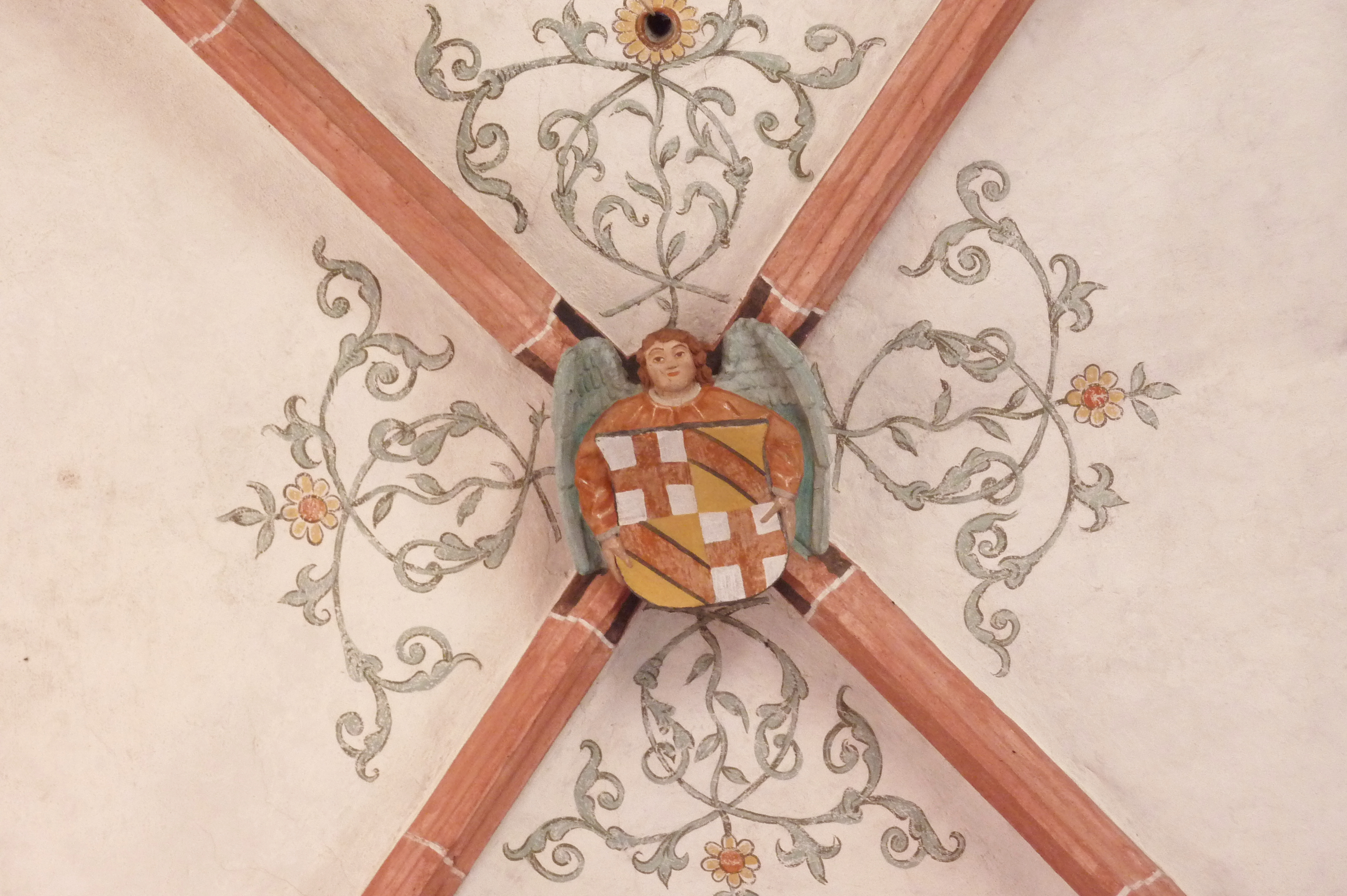
Wappen des Erzbischofs in der Wallfahrtskirche Mater Dolorosa in Driesch

Johann von Baden war der dritte Sohn des Markgrafen Jakob I. von Baden und der Katharina von Lothringen. Johann wurde eine streng religiöse Erziehung zuteil, die ihn schon früh für ein kirchliches Amt auszeichnete. Außer den beiden ältesten Söhnen Karl und Bernhard und der Schwester Margarete nahmen alle seine Geschwister auf Drängen ihres Vaters ein religiöses Amt ein, so auch Johann, der durch seine lothringische Mutter Verbindungen zu Trier hatte. Mit seinen jüngeren Brüdern Georg und Markus studierte er von 1452 bis 1456 in Erfurt, Pavia und Köln Theologie. Am 21. Juni 1456 wurde Johann von Baden im Alter von 22 Jahren nach ergebnislosen Vorwahlen zum Trierer Erzbischof „Johann II. von Baden“ gewählt. Papst Kalixt III. bestallte ihn zur Bestätigung am 25. Oktober 1456 zum Verwalter des Bistums, da Johann das kanonische Alter von 35 Jahren zum Empfang der Bischofsweihe noch nicht erreicht hatte, die er 1465 auf Burg Saarburg durch den Trierer Suffraganbischof Hubertus Agrippinas sowie die Bischöfe von Metz und Worms erhielt.
1459 wird Diether von Isenburg mit knapper Mehrheit vor Adolf II. von Nassau zum neuen Erzbischof von Mainz gewählt, jedoch nie von Papst Pius II. bestätigt. In der Folge kam es zur Mainzer Stiftsfehde, die sich zum Badisch-Pfälzischen Krieg ausweitete. Johann II. war bei der Auseinandersetzung, gemeinsam mit seinen Brüdern, auf der Seite Adolfs II. von Nassau.
Johann II. von Baden förderte den Anschluss der Benediktinerklöster an die Reformbewegung des Ordens (Bursfelder Kongregation) und entsandte 1469 den Prior Johannes Fart von Deidesheim aus dem Trierer Kloster St. Maria ad Martyres (~650–1805) als Reformabt (21. Abt, 1470–1491) nach Laach. Damit setzte er sich gegen seinen Kölner Amtskollegen Ruprecht von der Pfalz durch, der einen anderen für dieses Amt vorsah, gleichfalls die Reform unterstützend. In seine Amtszeit fällt die lange geplante Eröffnung der Trierer Universität mit den Studienfächern Theologie, Philosophie, Medizin und Rechtswissenschaft am 16. März 1473.
Im Jahre 1477 vermittelte Erzbischof Johann II. von Baden die Ehe zwischen Maximilian von Habsburg und Maria von Burgund.
Im Jahr 1488 führte Johann II. von Baden eine Fehde gegen Cuno III. von Winneburg und Beilstein und 1497 ließ er mit 12000 Mann die Stadt Boppard belagern, die versuchte ihre Reichsfreiheit wiederzuerlangen.
Seit 1499/1500 fungierte sein Großneffe, der spätere Erzbischof Jakob von Baden, als Koadjutor mit Nachfolgerecht (lat. „coadiutor cum iure successionis“) und führte seit 1501 die gesamten Regierungsgeschäfte. Nach fast 47-jähriger Amtszeit (mit 46 Jahren, sieben Monaten und 18 Tagen die längste der Trierer Bischöfe) verstarb Johann II. von Baden 1503 in Ehrenbreitstein und wurde im Trierer Dom in einem zu seinen Lebzeiten erbauten prächtigen Grab beigesetzt.